# Битка код Скопља
Битка код Скопља вођена је 1004. године између војске Византијског царства са једне и војске Првог бугарског царства са друге стране. Део је Византијско-бугарских ратова, а завршена је победом Византинаца.

## Битка
Годину дана раније, византијски цар Василије II је покренуо кампању против Првог бугарског царства. Успео је да заузме важан бугарски град Видин. Потом је марширао долином Мораве и уништавао бугарске замкове на путу. Када је дошао до Скопља, сазнао је да је бугарски логор постављен на другој обали Вардара. Ток битке био је сличан бици код Спрехија која се одиграла седам година раније. Византинци су пронашли плићак где су прешли реку и напали Бугаре на спавању. Бугари су одлучно поражени и натерани у бег. Самуилов логор је заробљен.